# ELinks
ELinks – przeglądarka internetowa, działająca w trybie tekstowym. Potrafi obsługiwać tabele i ramki, można ją rozszerzać i dopasowywać do wymagań użytkownika poprzez skrypty w językach Lua i Guile. Charakteryzuje się przenośnością, istnieje wiele wersji na różne platformy sprzętowe.
ELinks jest projektem typu open source, a program jest opublikowany na licencji GNU GPL. Program ten jest oparty na wcześniejszym projekcie o nazwie Links.